# Michael Brandon (attore 1945)
Michael Brandon, all'anagrafe Michael Feldman (New York, 20 aprile 1945), è un attore statunitense.

## Biografia
Debutta nel 1970 nel film Amanti ed altri estranei, e l'anno successivo recita ne I maledetti figli dei fiori (1971) e nel film di Dario Argento 4 mosche di velluto grigio (1971), dove interpreta il ruolo principale di Roberto Tobias.
Nel corso della sua carriera lavora indistintamente tra cinema e televisione. Sul grande schermo appare in film come In amore si cambia (1980), Ricche e famose (1981), Se ti piace... vai... (1989) e Presunto violento (1990), mentre per la televisione ha recitato in Emerald Point N.A.S. e Dempsey & Makepeace, ed inoltre è stato guest star in serie televisive come La signora in giallo, La tata, JAG - Avvocati in divisa, Due poliziotti a Palm Beach e molte altre.
Dopo il suo trasferimento nel Regno Unito, ha lavorato per la televisione inglese nella serie Dead Man Weds ed è stato narratore nel doppiaggio americano, dal 2003 al 2012, de Il trenino Thomas. Nel 2006 ha recitato in Detonator - Gioco mortale con Wesley Snipes, mentre nel 2008 ha avuto un ruolo in Me and Orson Welles di Richard Linklater. Nel 2011 ha recitato in Captain America - Il primo Vendicatore.

## Vita privata
Dal 1976 al 1979, Brandon è stato sposato con l'attrice Lindsay Wagner, nota al pubblico come Jaime Sommers nelle serie televisiva La donna bionica. Dal 1989 è sposato con l'attrice Glynis Barber e ha un figlio di nome Alexander, nato nel 1992.

## Filmografia parziale

### Cinema
- La ragazza di Tony (Goodbye, Columbus), regia di Larry Peerce (1969)
- Amanti ed altri estranei (Lovers and Other Strangers), regia di Cy Howard (1970)
- I maledetti figli dei fiori (Jennifer on My Mind), regia di Noel Black (1971)
- 4 mosche di velluto grigio, regia di Dario Argento (1971)
- FM, regia di John A. Alonzo (1978)
- Promises in the Dark, regia di Jerome Hellman (1979)
- In amore si cambia (A Change of Seasons), regia di Richard Lang (1980)
- Ricche e famose (Rich and Famous), regia di George Cukor (1981)
- Se ti piace... vai... (Try This One for Size), regia di Guy Hamilton (1989)
- Uno smeraldo per non morire (Have a Nice Night), regia di Jeannot Szwarc e Nicolas Zappi (1990)
- 4 omicidi in 48 ore (Want to Stay Alive?), regia di Claude Bernard-Aubert (1990)
- Presunto violento (Présumé dangereux), regia di Georges Lautner (1990)
- Se ti piace... vai... (Try This One for Size), regia di Guy Hamilton (1990)
- The Disappearance of Kevin Johnson, regia di Francis Megahy (1996)
- Operazione Apocalisse (The Apocalypse Watch), regia di Kevin Connor (1997)
- Déjà Vu, regia di Henry Jaglom (1997)
- L'esecutore (Contaminated Man), regia di Anthony Hickox (2000)
- Detonator - Gioco mortale (The Detonator), regia di Po-Chih Leong (2006)
- Me and Orson Welles, regia di Richard Linklater (2008)
- Captain America - Il primo Vendicatore (Captain America: The First Avenger), regia di Joe Johnston (2011)
- Amiche all'improvviso (The Time of Their Lives), regia di Roger Goldby (2017)
- Canary Black, regia di Pierre Morel (2024)

### Televisione
- Medical Center – serie TV, 2 episodi (1969-1974)
- Mr. Deeds Goes to Town – serie TV, un episodio (1969)
- Difesa a oltranza (Owen Marshall: Counselor at Law) – serie TV, episodio 2x05 (1972)
- The Strangers in 7A regia di Paul Wendkos – film TV (1972)
- Love, American Style – serie TV, episodio 4x13 (1972)
- La terza ragazza a sinistra (The Third Girl from the Left) regia di Peter Medak – film TV (1973)
- Il distintivo rosso del coraggio (The Red Badge of Courage) regia di Lee Philips – film TV (1974)
- Dottor Simon Locke (Dr. Simon Locke) – serie TV, episodio 4x19 (1975)
- La reginetta del Polvere di stelle (Queen of the Stardust Ballroom), regia di Sam O'Steen – film TV (1975)
- Una signora per bene (Cage Without a Key), regia di Buzz Kulik – film TV (1975)
- Sulle strade della California (Police Story) – serie TV, episodio 3x03 (1975)
- James Dean, regia di Robert Butler – film TV (1976)
- Red Alert - Allarme rosso (Red Alert), regia di William Hale – film TV (1977)
- Saremo famosi (The Comedy Company), regia di Lee Philips – film TV (1978)
- Una vacanza all'inferno, regia di David Greene – film TV (1979)
- Aiuto, ho incontrato l'amore! (A Perfect Match) regia di Mel Damski – film TV (1980)
- Between Two Brothers, regia di Robert Michael Lewis – film TV (1982)
- A cuore aperto (St. Elsewhere) – serie TV, episodio 2x09 (1983)
- Navy (Emerald Point N.A.S.) – serie TV, 11 episodi (1983-1984)
- The Seduction of Gina regia di Jerrold Freedman – film TV (1984)
- La prossima vittima (Deadly Messages), regia di Jack Bender – film TV (1985)
- Dempsey & Makepeace – serie TV, 30 episodi (1985-1986)
- Screen Two – serie TV, episodio 3x08 (1987)
- Il brivido dell'imprevisto (Tales of Unexpected) – serie TV, episodio 9x08 (1988)
- Disneyland (The Magical World of Disney) – serie TV, episodio 32x13 (1988)
- Dynasty: ultimo atto (Dynasty: The Reunion), regia di Irving J. Moore – miniserie TV, puntate 1x01-1x02 (1991)
- Home Fires - serie TV, 6 episodi (1992)
- Incesto - La vergogna negli occhi (Not in My Family), regia di Linda Otto – film TV (1993)
- La signora in giallo (Murder, She Wrote) – serie TV, episodio 10x12 (1994)
- CBS Schoolbreak Special – serie TV, episodio 11x03 (1994)
- Ricordi pericolosi (Murder or Memory: A Moment of Truth Movie), regia di Christopher Leitch – film TV (1994)
- Marshal – serie TV, episodio 1x01 (1995)
- Due poliziotti a Palm Beach (Silk Stalkings) – serie TV, episodio 5x18 (1996)
- Sospettati di omicidio (Gone in the Night), regia di Bill L. Norton – miniserie TV (1996)
- La tata (The Nanny) – serie TV, episodio 4x20 (1997)
- JAG - Avvocati in divisa (JAG) – serie TV, 2 episodi (1997-1999)
- Ally McBeal – serie TV, episodio 1x20 (1998)
- The Practice - Professione avvocati (The Practice) – serie TV, 2 episodi (1998-1999)
- CI5: The New Professionals – serie TV, episodio 1x07 (1999)
- Jonathan Creek – serie TV, episodio 3x03 (1999)
- The Division – serie TV, episodio 1x15 (2001)
- Dark Realm – serie TV, episodio 1x10 (2001)
- Il battaglione perduto (The Lost Battalion), regia di Russell Mulcahy – film TV (2001)
- Dinotopia – serie TV, 13 episodi (2002)
- The Catherine Tate Show – serie TV, 2 episodi (2004)
- Hawking, regia di Philip Martin – film TV (2004)
- Dead Man Weds – serie TV, 6 episodi (2005)
- Miss Marple (Agatha Christie's Marple) – serie TV, episodio 2x04 (2006)
- Trial & Retribution – serie TV, 2 episodi (2007)
- Metropolitan Police (The Bill) – serie TV, 4 episodi (2007)
- Casualty – serie TV, 2 episodi (2007-2022)
- Doctor Who – serie TV, episodio 4x12 (2008)
- Bones – serie TV, episodio 4x01 (2008)
- After You've Gone – serie TV, episodio 3x09 (2008)
- Toscanini in His Own Words, regia di Larry Weinstein – film TV (2009)
- The Last Days of Lehman Brothers, regia di Michael Samuels – film TV (2009)
- New Tricks - Nuove tracce per vecchie volpi (New Tricks) – serie TV, episodio 6x02 (2009)
- Rosamunde Pilcher: Quattro sfumature d'amore (This September) – serie TV, 2 episodi (2010)
- Hustle - I signori della truffa (Hustle) – serie TV, episodio 7x03 (2011)
- Episodes – serie TV, 8 episodi (2012-2017)
- Delitti in Paradiso (Death in Paradise) – serie TV, episodio 2x04 (2013)
- Mr Selfridge – serie TV, episodio 1x08 (2013)
- Blandings – serie TV, episodio 2x04 (2014)
- Galavant – serie TV, episodio 1x03 (2015)
- I Live with Models – serie TV, episodio 2x07 (2017)
- Trust – serie TV, episodio 1x09 (2018)

### Doppiatore
- Heavy Traffic, regia di Ralph Bakshi (1973)
- Scooby-Doo e il viaggio nel tempo (Scooby-Doo and the Cyber Chase), regia di Jim Stenstrum (2001)
- Il trenino Thomas (Thomas & Friends) – serie TV, 239 episodi, stagioni 8-16 (2004-2012)

## Doppiatori italiani
- Massimo Turci in 4 mosche di velluto grigio
- Michele Gammino in Captain America - Il primo Vendicatore